# Cheilocostus borneensis
Cheilocostus borneensis är en enhjärtbladig växtart som beskrevs av Axel Dalberg Poulsen. Cheilocostus borneensis ingår i släktet Cheilocostus och familjen Costaceae. Inga underarter finns listade.